# 福島県警察航空隊
福島県警察航空隊（ふくしまけんけいさつこうくうたい　Fukushima Prefectural Police Aviation Unit）は、福島県の警察ヘリコプターを運用している組織。福島県警察の機関であり、基地は福島市荒井にある福島県警察機動センター内にある。

## 沿革
- 1996年 - JA6773「あづま」(初代)を配備する。
- 2004年 - JA110B「ばんだい」(初代)を配備する。
- 2014年 - JA139F「あづま」(２代目)を配備する。
- 2015年 - JA6773「あづま」(初代)が引退。
- 2020年2月1日 - JA139F「あづま」(２代目)が会津中央病院ヘリポートから福島空港へ移植用臓器(心臓)搬送の途中、福島県郡山市三穂田町下守屋の畑地に不時着事故を起こし大破(機体後部破断、メインローター折損)した。[1]

## ヘリコプター諸元
- あづま
  - 型式：アグスタ AW139
  - 登録番号：JA139F
  - 定員：15名
  - 全長：16.66m
  - 最高巡航速度：310km/h

- ばんだい
  - 型式：アグスタ A109E（イタリア製）
  - 登録番号：JA110B
  - 定員：8名
  - 全長：13.03m
  - 最高巡航速度：302km/h
  - 飛行時間：2時間50分

## 搭載機材
- 救助ホイスト
- ヘリコプターテレビシステム